# Comunicació intercultural
La comunicació intercultural és una disciplina que té com a objectiu estudiar la forma en què les persones de diferents orígens culturals es comuniquen entre si. S'encarrega també de produir alguns punts de partida que facin factible aquesta comunicació intercultural. S'estudia des de diverses disciplines com ara l'antropologia, l'etnologia, els estudis culturals, la psicologia, la comunicació, la lingüística, filosofia, etc. Les principals teories sobre la comunicació intercultural estan basades en treballs que estudien i valoren les diferències (o les dimensions culturals) entre cultures. Especialment els treballs d'Edward T. Hall, Geert Hofstede, Harry C. Triandis, Fons Trompenaars, Shalom Schwartz.
La comunicació intercutural té tres components bàsics: el cognitiu, l'afectiu i el comportamental. Aquests tres elements actuen simultàniament quan una persona està en situació de contacte intercultural. D'aquesta manera, quan més són les competències, més gran és la possibilitat d'afrontar reeixidament la comunicació intercultural. Concretament, les competències cognitives i afectives afavoreixen el desenvolupament de les competències comportamentals.
- La Competència Cognitiva es basa en el coneixement i consciència d'elements comunicatius i culturals de la pròpia cultura i d'altres.
- La Competència Comportamental es refereix a les habilitats verbals i no verbals d'adaptació de la conducta en determinada situació i context (la flexibilitat comportamental fa al·lusió a l'aptitud per poder desenvolupar diversos rols: ser reflexiu/va davant la situació per poder analitzar la manera més adequada d'actuació).
  - habilitats verbals:
    - discurs clar i lent sense expressions locals.
    - la repetició de cada idea important.
    - equivalències de paraules més senzilles o construccions simples.
    - verbs en veu activa, evitant la veu passiva
    - metacomunicar: parlar del sentit del missatge per tal d'evitar mals entesos.

  - habilitats no verbals
    - Recursos visuals
    - gestos facials para emfatitzar
    - demostracions
    - pauses
    - no donar per fet que els gestos signifiquen el mateix des de diversos punts de vista.

## Competència afectiva
Capacitats d'emetre respostes emocionals positives i controlar les negatives. La sensibilitat intercultural o la competència afectiva suposa sis components encaminats a potenciar-la:
1. Etnoretaltivisme
2. Respecte a les diferències culturals
3. Adaptabilitat
4. Saber canviar de perspectiva
5. Ser obert/a de ment evitant jutjar a les altres persones
6. Ser sensibles a les necessitats dels/les altres.